# Nuruk

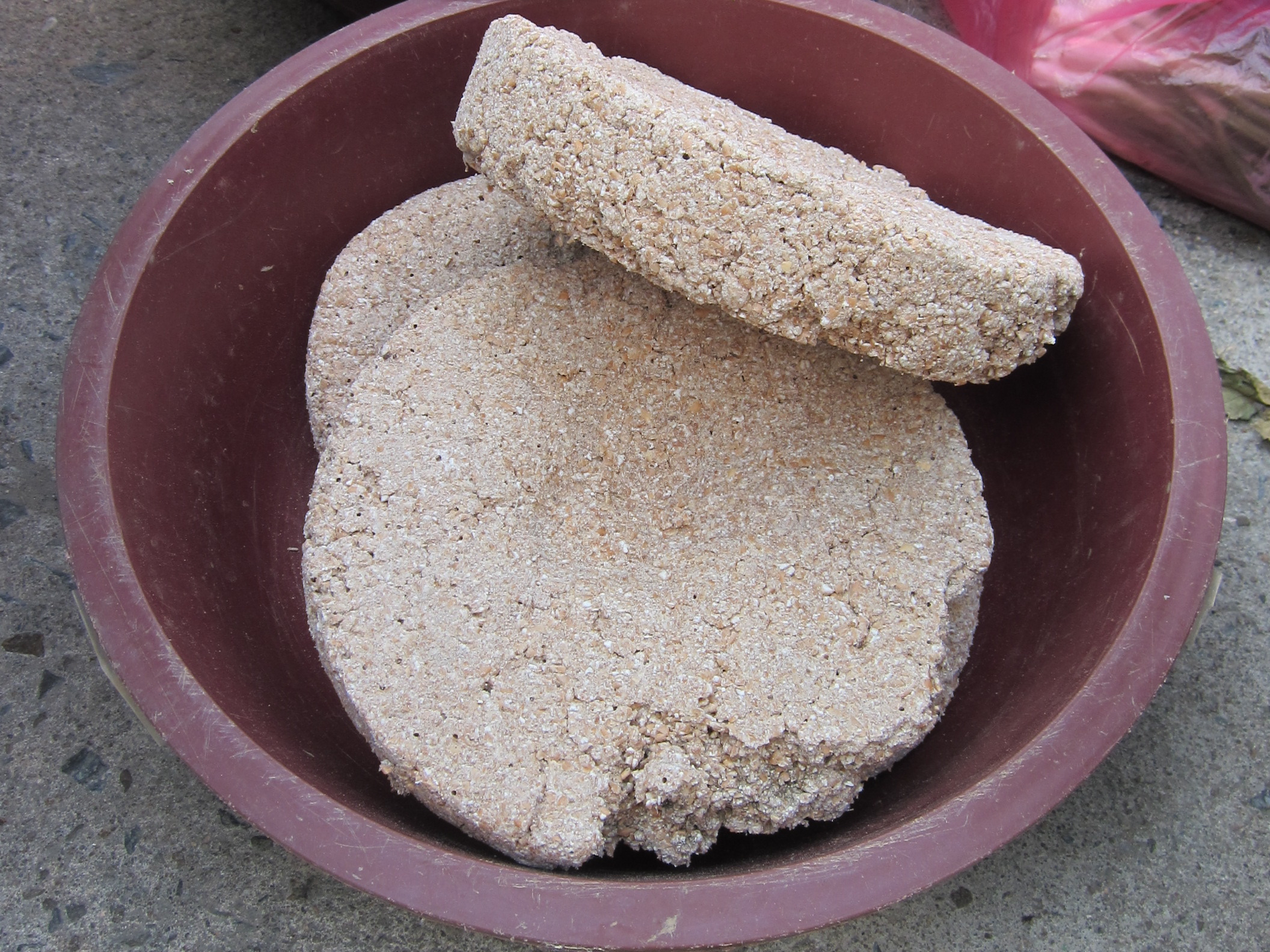
Nuruk de trigo listo para ser usado

Nuruk (en hangul, 누룩) es un iniciador de fermentación coreano tradicional. Se utiliza para hacer varios tipos de bebidas alcohólicas coreanas, incluidos makgeolli, takju, cheongju y soju. Es un ingrediente esencial en Shindari y se mezcla con arroz. Históricamente, se usó en una variedad de provincias de Corea, incluida la isla de Jeju. 
El trigo, el arroz (tanto del tipo glutinoso como no glutinoso) y la cebada se usan para hacer nuruk, ya sea como grano integral o en forma de sémola o harina. El trigo nuruk es la variedad más común. El grano seco se humedece, se transforma en una torta grande y se cuelga para fermentar durante 2 a 4 semanas en una habitación de ondol. La torta madura a una temperatura precisa hasta que se forma un molde.

## Origen
Nuruk se ha utilizado en Corea desde el período de los Tres Reinos en el siglo III d. C., mientras que el iniciador de fermentación similar, jiuqu, se fabricó por primera vez en China durante el período de los Estados Combatientes que comienza en el siglo V a. C. La historia china registra el primer uso de nuruk en Corea en 1123 d. C..
Tradicionalmente, las familias preparaban el nuruk a pequeña escala en verano u otoño, especialmente en julio, cuando la temperatura ambiente está entre 20-30 grados Celsius (68,0-86,0 °F) en la península coreana. Se ha producido en masa en fábricas desde la década de 1920.

## Características
Los microorganismos presentes en el nuruk incluyen Aspergillus oryzae, Rhizopus oryzae, bacterias de ácido láctico como Lactobacilli y levaduras, predominantemente Pichia anomala y Saccharomyces cerevisiae. Aspergillus proporciona la enzima amilasa, que sacarifica los almidones del arroz. Los azúcares resultantes son consumidos por las levaduras, que producen alcohol, así como los Lactobacilos, que producen ácido láctico. Rhizopus proporciona la enzima proteasa y la lipasa, que descomponen la proteína y la grasa en las capas externas del grano de arroz (endospermo), permitiendo que la amilasa acceda a los almidones en la parte interna.
Las proporciones de microorganismos pueden variar dependiendo de la región donde se hizo el nuruk. Los Nuruk hechos en las áreas costeras del sur que rodean a Busan, por ejemplo, tienen un mayor contenido de bacterias de ácido láctico debido al clima más cálido y la humedad.
Químicamente, contiene 2,6-dimetoxibenzoquinona (2,6-DMBQ), que también se encuentra en el extracto de germen de trigo fermentado.